# Josef Tichý (fotbalista)
Josef Tichý byl meziválečný český fotbalista, útočník.

## Fotbalová kariéra
Hrál za SK Náchod, SK Židenice a Moravskou Slavii Brno.

### Ligová bilance
| Ročník          | Zápasy | Góly | Klub                    |
| --------------- | ------ | ---- | ----------------------- |
| I. liga 1932/33 | 9      | 4    | SK Náchod               |
| I. liga 1933/34 | 16     | 12   | SK Náchod               |
| I. liga 1933/34 | 1      | 1    | SK Židenice             |
| I. liga 1934/35 | 19     | 10   | SK Židenice             |
| I. liga 1935/36 | 2      | 0    | SK Moravská Slavia Brno |
| CELKEM          | 47     | 27   |                         |